# 丁毅 (乒乓球运动员)
丁毅（1959年1月14日—），男，奥地利乒乓球运动员。1980年代曾是中国八一队队员，与蔡振华同期，曾入选中国国家队。1983年，丁毅前往奥地利发展，后入选奥地利国家队，曾出战1988年、1992年和1996年三届奥运会。1988年汉城奥运会，丁毅于男单小组赛爆冷击败中国选手陈龙灿，成为首位在国际赛场给中国选手带来一定冲击的“海外兵团”。1992年巴塞罗那奥运会，丁毅杀入男单比赛八强，並一度領先差點淘汰法國加汀, 取得奥地利选手在奥运会的最佳单打战绩。2000年后，丁毅从奥地利国家队退役，其后从事外贸生意，但仍参与奥地利当地的乒乓球联赛。